# Château du Bost (Magnat-l'Étrange)
Le château du Bost, au lieu-dit Le Bost, est situé sur la commune de Magnat-l'Étrange, dans le département de la Creuse, région Nouvelle-Aquitaine, en France.

## Historique
1379 : Construction du château du Bost par Laurent du Plantadis.
La seigneurie comprenait alors une partie de Pontcharraud, avec droit sur le pont à péage sur lequel passait la route venant d'Italie et de Lyon en direction de Limoges et des ports de La Rochelle et Bordeaux et même de l'Espagne (ce droit de péage est une source importante de revenus financiers pour la famille).
Le château du Bost a été remanié de nombreuses fois au cours des siècles.
Il est toujours privé et fermé au public.